# أحمد مكوار
أحمد مكوار (فاس, 1892 - 12 فبراير 1988) كان مناضلا سياسيا مغريبا من مؤسسي الحركة الوطنية المغربية وأول موقًع على وثيقة المطالبة بالاستقلال يوم 11 يناير 1944, والتي وقًعت بمنزله بساحة البطحاء بمدينة فاس.

## حياته
ولد أحمد مكوار سنة 1892 بمدينة فاس. عاصر خلال طفولته وشبابه فتنة بوحمارة وتوقيع معاهدة الحماية في 30 مارس 1912 وأحداث فاس الدامية التي جرت بعدها مباشرة. انحرط في العمل الوطني مبكرا حيث ساهم في تأسيس مدارس حرة بفاس لأجل استفادة أبناء المغاربة من حقهم في الدراسة من ضمنها مدرسة سيدي بناني سنة 1919 ومدرسة النجاح سنة 1920.
سنة 1925 تعرف مكوار على الزعيم الاستقلالي علال الفاسي وتوطدت علاقتهما، وفي سنة 1930 قام الحاج مكوار بدور مهم لمناهضة الظهير البربري وكان عندها من المشجعين على قراءة اللطيف في جامع القرويين.
خلال بداية ثلاثينيات القرن العشرين، ساهم أحمد مكوار في إنشاء وتمويل مجلة مغرب التي كانت تصدرها كتلة العمل الوطني بمساعدة نخبة من اليسار الفرنسي التي كانت مؤيدة للقضية الوطنية، إلى جانب مساهمته في تمويل جريدة عمل الشعب التي كانت تصدر في فاس باللغة الفرنسية. نظرا لانخراطه في العمل الوطني, انتخب أحمد مكوار عضوا في اللجنة التنفيذية لكتلة العمل الوطني سنة 1936 وفتح منزله لاستقبال كل رواد الحركة الوطنية.
جر العمل الوطني على أحمد مكوار مشاكل الاعتقال من طرف الحماية الفرنسية, حيث اعتقل شهر أكتوبر 1937 ونفي إلى الراشيدية ثم أسول وبوذنيب، وقضى حينها ثلاث سنوات في السجن إلى أن أفرج عنه سنة 1940.
يوم 11 يناير 1944 فتح أحمد مكوار رياضه لقادة الحركة الوطنية ليوقعوا على وثيقة المطالبة بالاستقلال, والتي كان أول موقع عليها. جراء ذلك, اعتقلته سلطات الحماية الفرنسية يوم 22 يناير 1944, وسجن رفقة عدة موقعين بسجن لعلو بالرباط قبل أن تجري عملية نقله إلى مكناس لوضعه تحت الإقامة الإجبارية. ألقي القبض عليه من جديد في أحداث 1952 ليجري إبعاده من جديد إلى الريش وكلميم، وظل رهن الاعتقال إلى غاية أكتوبر 1954.
بعد استقلال المغرب انتخب أحمد مكوار عضوا في أول مجلس للنواب سنة 1963 وكذا في الغرفة التجارية والمجلس البلدي بفاس.
توفي أحمد مكوار بوم 12 فبراير 1988 بمدينة فاس ودفن فيها.